# 長頜凹腹鱈
長頜凹腹鱈，為輻鰭魚綱鱈形目鼠尾鱈科的其中一種。分布於中西大西洋墨西哥灣及加勒比海海域，屬深海底棲魚類，棲息深度在439-1000公尺，體長可達45公分，棲息在大陸坡底層水域，生活習性不明。